# Andrea Cason
Andrea Cason (Treviso, 18 marzo 1920 – Treviso, 17 novembre 2005) è stato un paroliere e scrittore italiano.

## Biografia
Dopo alcuni anni in cui scrive testi di canzoni collaborando con vari musicisti (tra cui Pippo Barzizza, con cui scrive Carte da gioco), raggiunge il successo nel 1960 con Un paradiso da vendere, incisa dall'autore della musica, il cantautore Umberto Bindi (che la inserisce come retro di Marie Claire e poi in un EP e nel suo primo album) e da Wilma De Angelis.
Partecipa allo Zecchino d'Oro 1961 con Girotondo col mio mondo, allo Zecchino d'Oro 1962 con Un corsaro piccolissimo e allo Zecchino d'Oro 1963 con Stellina di mare.
Si dedica anche alla canzone in lingua veneta, e nel 1967 scrive Raconto d'inverno, con cui Lina Chiusso partecipa alla nona edizione del Festival della Canzone Veneta di Sandrigo.
Nel 1968 compone la raccolta intitolata Poeta Bach, otto poesie dedicate alla vita del Premio Nobel per la pace Albert Schweitzer e musicate da Italo Salizzato.
Nel decennio successivo pubblica alcuni libri di poesia dialettale, mettendosi in evidenza tanto da essere citato in studi di settore sull'argomento.
Nel 1974 cinque sue poesie in dialetto Veneto verranno musicate da Italo Salizzato e pubblicate dalla Antonio Tasinato Editore.
Alla Siae sono depositate a suo nome 168 canzoni.

## Le principali canzoni scritte da Andrea Cason
| Anno | Titolo                  | Autori del testo | Autori della musica                | Interpreti ed incisioni          |
| ---- | ----------------------- | ---------------- | ---------------------------------- | -------------------------------- |
| 1960 | Un paradiso da vendere  | Andrea Cason     | Umberto Bindi                      | Umberto Bindi e Wilma De Angelis |
| 1961 | Girotondo col mio mondo | Andrea Cason     | Eros Sciorilli e Fiorenzo Batacchi | Giorgio Ziglioli                 |
| 1963 | Stellina di mare        | Andrea Cason     | Eros Sciorilli e Fiorenzo Batacchi | Patrizia Pizzato                 |
| 1967 | Raconto d'inverno       | Andrea Cason     | Ferretto                           | Lina Chiusso                     |
| 1968 | Poeta Bach              | Andrea Cason     | Italo Salizzato                    | Poeta Bach "Albert Schweitzer"   |
| 1968 | Le petit Albert         | Andrea Cason     | Italo Salizzato                    | Poeta Bach "Albert Schweitzer"   |
| 1968 | Tu non ucciderai        | Andrea Cason     | Italo Salizzato                    | Poeta Bach "Albert Schweitzer"   |
| 1968 | La corrente del golfo   | Andrea Cason     | Italo Salizzato                    | Poeta Bach "Albert Schweitzer"   |
| 1968 | Le formiche dorylus     | Andrea Cason     | Italo Salizzato                    | Poeta Bach "Albert Schweitzer    |
| 1968 | La veranda              | Andrea Cason     | Italo Salizzato                    | Poeta Bach "Albert Schweitzer"   |
| 1968 | Miseria in Paradiso     | Andrea Cason     | Italo Salizzato                    | Poeta Bach "Albert Schweitzer"   |
| 1968 | Rispetto per la vita    | Andrea Cason     | Italo Salizzato                    | Poeta Bach "Albert Schweitzer"   |
| 1974 | Un Gnente               | Andrea Cason     | Italo Salizzato                    | I Germano's                      |
| 1974 | Ti ga' la sera nei oci  | Andrea Cason     | Italo Salizzato                    | I Germano's                      |
| 1974 | El sussuro de l'erba    | Andrea Cason     | Italo Salizzato                    | Anonimi Veneziani                |
| 1974 | Inferno e Paradiso      | Andrea Cason     | Italo Salizzato                    | Anonimi Veneziani                |
| 1974 | Ti te si' el me istà    | Andrea Cason     | Italo Salizzato                    | Italo Salizzato                  |